# K.A.E. Olympiakos
Košarkaški klub Olympiakos (grčki: Κ.Α.Ε. Ολυμπιακός, K.A.E. Olympiakos) košarkaška je momčad sportskog kluba Olympiakos. Sportsko društvo je osnovano 1931. i jedno je od najstarijih, najtradicionalnijih i najjačih sportskih klubova u Europi. K.A.E. Olympiakos trenutačno nastupa u grčkoj ligi i Euroligi.

## Trofeji
- Grčko prvenstvo: 15
  - 1949., 1960., 1976., 1978., 1993., 1994., 1995., 1996., 1997., 2012., 2015., 2016., 2022., 2023., 2025.

- Grčki kup: 12
  - 1976., 1977., 1978., 1980., 1994., 1997., 2002., 2010., 2011., 2022., 2023., 2024.

- Grčki superkup
  - 2022., 2023., 2024.

- Euroliga: 3
  - 1997., 2012., 2013.

- Interkontinentalni kup: 1
  - 2013.

- Dvostruka kruna: 6
  - 1976., 1978., 1994., 1997., 2022., 2023.

- Trostruka kruna: 1
  - 1997.

## Poznate ličnosti

### Poznati igrači
- Panagiotis Fasoulas
- Steve Giatzoglou
- Giorgos Kastrinakis
- Jake Tsakalidis
- Argiris Kambouris
- Giorgos Sigalas
- Efthimios Bakatsias
- Dimitris Papanikolaou
- Nasos Galakteros
- Nikos Ekonomou
- Panagiotis Karatzas
- Panagiotis Liadelis
- Nikos Boudouris
- Aggelos Koronios
- Vaggelis Aggelou
- Georgios Diamantopoulos
- Christos Harisis
- Nikos Hatzis
- Fabricio Oberto
- Rubén Wolkowyski
- Iñaki de Miguel
- Franko Nakić
- Dino Rađa
- Arijan Komazec
- Damir Mulaomerović
- Andrija Žižić
- Dalibor Bagarić
- Stéphane Risacher
- Christian Welp
- Patrick Femerling
- Artūras Karnišovas
- Eurelijus Žukauskas
- Arvydas Macijauskas
- Žarko Paspalj
- Dragan Tarlać
- Milan Tomić
- Dušan Vukčević
- Aleksey Savrasenko
- Alexander Volkov
- Roy Tarpley
- Walter Berry
- Eddie Johnson
- David Rivers
- Michael Hawkins
- Alphonso Ford (†)
- Johnny Rogers
- Blue Edwards
- Maurice Evans
- Tyus Edney
- Carey Scurry
- Henry Domercant
- DeMarco Johnson
- Alex Acker
- Roger Mason
- Willie Anderson
- Marc Jackson
- Anthony Goldwire
- Sean Higgins
- Scoonie Penn
- Qyntel Woods
- Quincy Lewis
- Chris Morris
- Lavor Postell
- Shawn Respert
- Ryan Stack
- Lawrence Roberts

### Poznati treneri
- Pinhas Gershon
- Giannis Ioannidis
- Dušan Ivković
- Jonas Kazlauskas
- Fedon Mattheou
- Kostas Mourouzis
- Giannis Spanoudakis

## Vanjske poveznice
- Službena stranica
- Profil na Euroleague.net
- Statistika ESAKE[neaktivna poveznica]